# 太阳圣殿教
太阳圣殿教（法語：Ordre du Temple Solaire，簡稱OTS）是1984年由法国人吕克·茹雷和约瑟夫·迪曼布罗创立的。茹雷自称是耶稣再世，宣称世界末日即将来临，教徒只有在他率领下前往天狼星，才能得到解脱。
太阳圣殿教是一個宣揚“世界末日和靈魂升天”的世界性邪教組織。該教以法國為活動策劃基地，曾於1994年、1995年和1997年在瑞士、法國和加拿大組織三次集體自殺事件。